# Antonio Guzmán Núñez
Antonio Guzmán (ur. 2 grudnia 1953 w Torrejón de Ardoz) – hiszpański piłkarz występujący podczas kariery zawodniczej na pozycji pomocnika. Uczestnik mistrzostw świata 1978 rozegranych w Argentynie. Występował w klubach: Rayo Vallecano, Atlético Madryt oraz UD Almería.